# HIC1
HIC1‏ (HIC ZBTB transcriptional repressor 1) هوَ بروتين يُشَفر بواسطة جين HIC1 في الإنسان.